# سفال

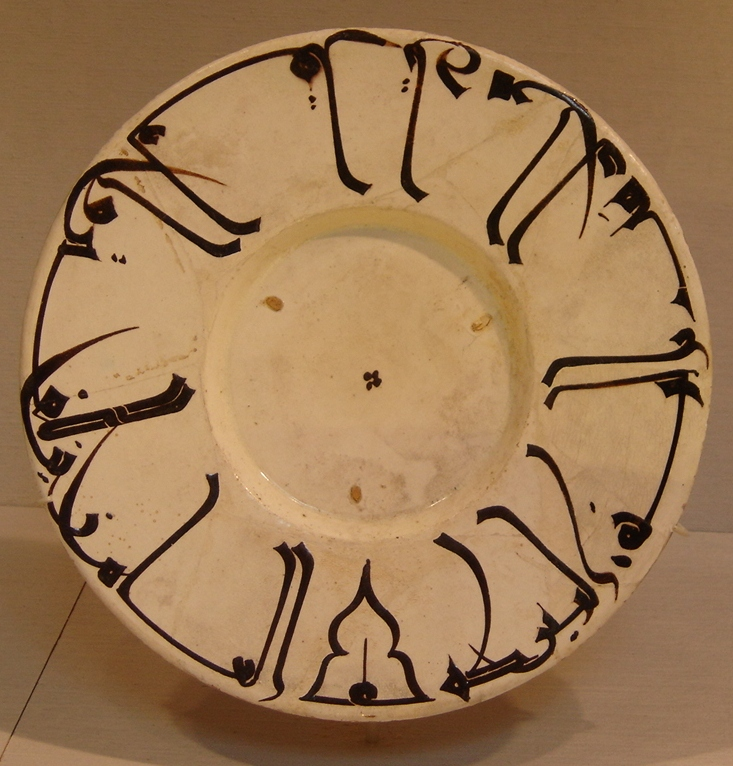
سفال ایرانی رنگ‌شده، لعابدار و تزئین‌شده، کشف شده در نیشابور سدهٔ ۱۰ میلادی، نگهداری در موزهٔ متروپولیتن نیویورک

سُفال قطعه‌ای از سرامیک را می‌نامند که بین ۸۵۰ درجهٔ سانتی‌گراد تا ۱٬۰۰۰ درجهٔ سانتی‌گراد آتش دیده و دارای تَخَلخُل نامرتب باشد.  سفال در برخی مواقع فقط به اشیاء سرامیکی بدون لعاب گفته می‌شود که نخستین مادهٔ مصرفی در ساخت ظروف سفالی گل رس یا  خاک رس است؛ برای ساخت ظرف‌های سفالی از چرخ سفال‌گری استفاده می‌شود که البته لازم است ذکر شود در قدیم از تکنیک دست و انگشت و همچنین روشی به نام فتیله (اتصال حلقه) نیز برای ساخت انواع ظروف استفاده می‌کردند.
در سرامیک‌سازی فرانسه به سفال لعابدار منقوش، فائینس (faïence) گفته می‌شود.

## انواع روش پرداخت سفال
- داغدار کردن و مهره کشیدن[۵]
- پرداخت و پوشش دادن[۶]
- صیقل دادن[۷][۸]

## ابزار و وسائل مورد نیاز
- وردنه
- قلمو
- کارک
- لیسه
- فرچه
- پیستوله
- قالب
- ماله

## تاریخچه استفاده از سفال در ایران
آثار کشف شده نشان دهنده این حقیقت است که تاریخ سفال در ایران از هزاره هشتم پیش از میلاد آغاز شده‌است و مردمان آن دوران برای انجام کارهای روزانه و مراسمات مذهبی اشیاءِ گوناگونی را با گل می‌ساختند، پس از تکامل، آنها را پخته و به سفال تبدیل می‌کردند؛ ابتدا از سفال بیشتر برای ساخت ظروف و تا حدودی مجسمه استفاده می‌کرده‌اند اما رفته رفته سفال کاربرد بیشتری پیدا کرد و در موارد بیشتری مورد استفاده قرار گرفت. سفال با دارا بودنِ مشخصات، شکل‌پذیری عالی، دوام و ماندگاری بالا، مقاومت خوب، ماده اولیه در دسترس و … بشر را به استفاده بیشتر ترغیب می‌کرد؛ که بعدها برای استفاده در ساخت وسایل تزیینی، مجسمه و تابلو سفالی مورد استفاده قرار گرفت.